# Stadhouderskade 81
Het gebouw Stadhouderskade 81 was een smal woonhuis annex bedrijfsruimte gelegen aan de Stadhouderskade/Singelgracht in De Pijp te Amsterdam-Zuid.
Het gebouw dateerde van circa 1882 in een ontwerp van architect Isaac Gosschalk. Tekeningen van het gebouw werden gepubliceerd in De Opmerker april 1886. Het gebouw stond er tot 7 juli 1931. In de nacht van 7 juli 1931 1:45 werd er door een personeelslid van Heineken (vestiging Stadhouderskade 78) brand geconstateerd bij Brecht en Dyserinck, een metaalbewerkingbedrijf. Deze brand werd door het Algemeen Handelsblad vergeleken met de brand in het Paleis voor Volksvlijt twee jaar eerder. De brand was dermate heftig dat ook de buurpanden schade opliepen. Het op nummer 84 gevestigde blindeninstituut voor meisjes moest deels ontruimd worden. Met twintig waterstralen werd de brand uiteindelijk bedwongen. Saillant detail is dat bij de bestrijding van de brand gebruik werd gemaakt van de blusboot Jan van der Heijden II, genoemd naar Jan van der Heyden, tevens naamgever van de Eerste en Tweede Jan van der Heijdenstraat, die op nog geen 500 meter van de plaats des onheils liggen.
De uitgebrande panden werden afgebroken om plaats te maken voor nieuwbouw. Dit nieuwe gebouw werd neergezet voor VANA (afkorting voor familie Van Amerongen) en werd ontworpen door Abel Antoon Kok (1881-1951) en Ysbrand Kok. VANA was ooit een van Nederlands grootste kruideniersbedrijven (91 zaken in 1938), maar werd in 1953 overgenomen door Albert Heijn). Het gebouw werd in 1997 gesloopt om wederom plaats te maken voor nieuwbouw. Ditmaal bouwde Woningbedrijf Rochdale hier een van hun kantoren met woningen.

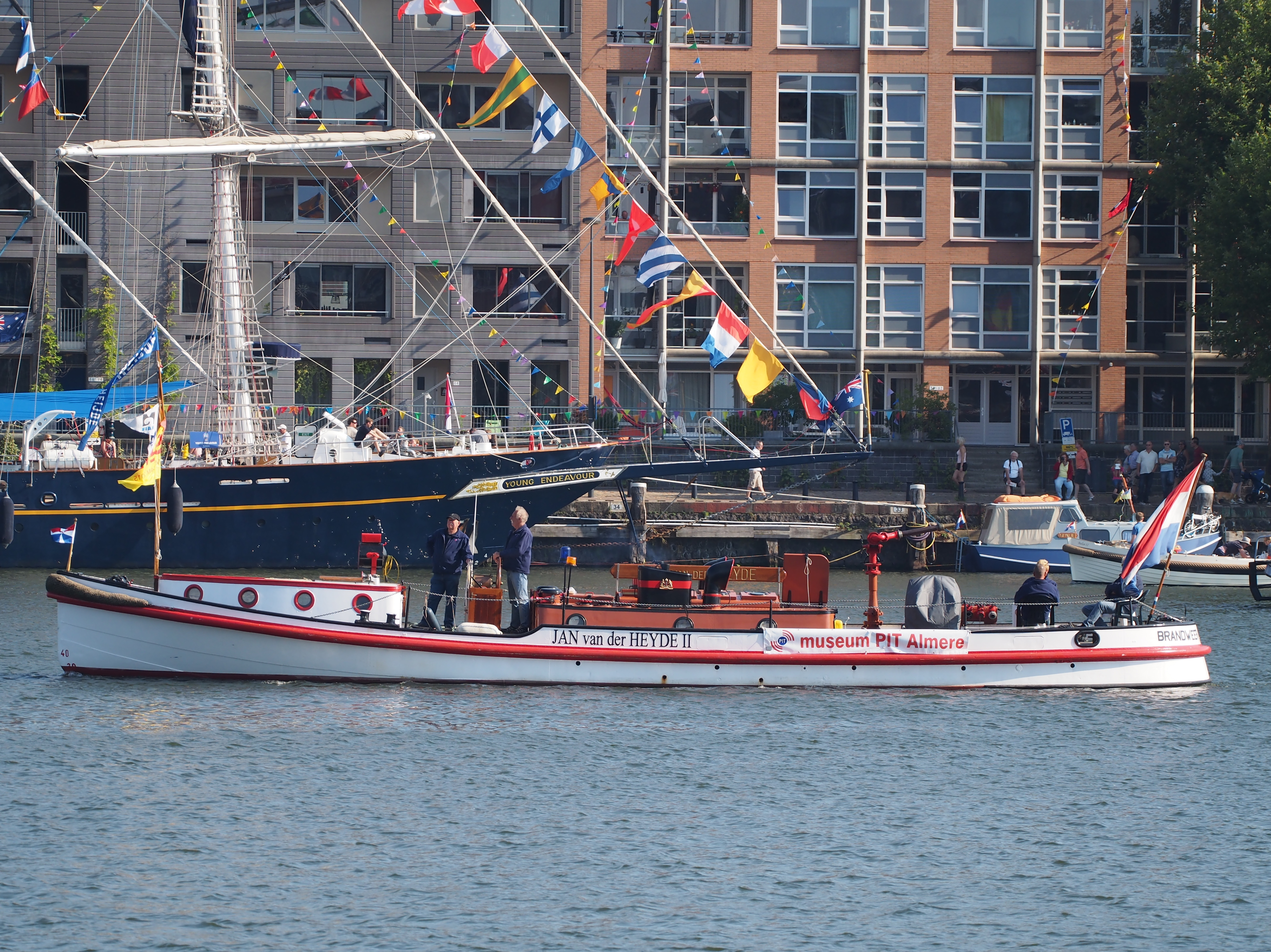
Blusboot Jan van der Heijden II in latere tijden